# Corona delle Hawaii

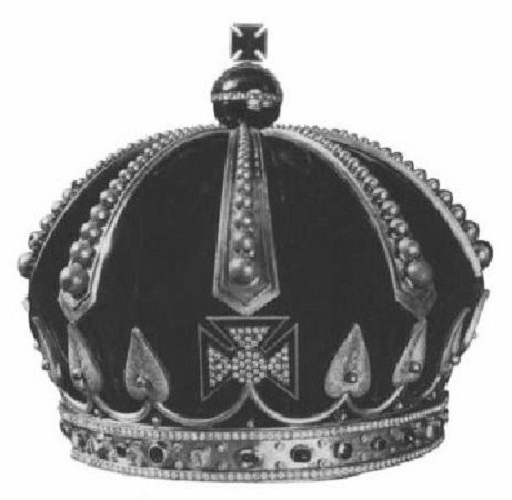
Corona usata dal re Kalākaua.

La corona delle Hawaii era una corona reale utilizzata dal re hawaiano Kalākaua. L'idea di un'incoronazione in stile europeo e quindi anche di una corona venne a Kalākaua dopo il suo tour mondiale. Le corone sia per il re che per la regina furono ordinate da un gioielliere con sede a Londra.
La corona era fatta d'oro con un profilo quasi ovale. Era decorata con foglie di kalo (taro) dorate, diamanti e altri gioielli. Sulla sommità c'era una croce maltese. Il prezzo della corona era di $ 5000.